# ناثان هاريس (لاعب اتحاد الرغبي)
ناثان هاريس (بالإنجليزية: Nathan Harris)‏ هو لاعب اتحاد الرغبي نيوزيلندي، ولد في 8 مارس 1992 في تاورانجا في نيوزيلندا.

## وصلات خارجية
- ناثان هاريس عل موقع إسبنسكروم (الإنجليزية)
- ناثان هاريس على موقع ItsRugby.co.uk (الإنجليزية)